# Сенатски площад (Хелзинки)
Сенатският площад (на фински: Senaatintori) в Хелзинки, Финландия представя архитектурата на Карл Лудвиг Енгел като уникална алегория на политически, религиозни, научни и търговски сили.
Разположен е в центъра на града, в най-старата му част. Известни сгради и забележителности край площада са Хелзинкската катедрала, Правителственият дворец, централната сграда на Хелзинкския университет, както и най-старата сграда в централно Хелзинки - къщата Седерхолм, датираща от 1757 г.
|  | Тази страница частично или изцяло представлява превод на страницата Helsinki Senate Square в Уикипедия на английски. Оригиналният текст, както и този превод, са защитени от Лиценза „Криейтив Комънс – Признание – Споделяне на споделеното“, а за съдържание, създадено преди юни 2009 година – от Лиценза за свободна документация на ГНУ. Прегледайте историята на редакциите на оригиналната страница, както и на преводната страница, за да видите списъка на съавторите. ВАЖНО: Този шаблон се отнася единствено до авторските права върху съдържанието на статията. Добавянето му не отменя изискването да се посочват конкретни източници на твърденията, които да бъдат благонадеждни. |